# Bwiti
Bwiti ist eine dezentral organisierte synkretistische Religionsgemeinschaft, die im zentralafrikanischen Gabun und in angrenzenden Gebieten der Nachbarstaaten, vor allem Kamerun, von den Mitsogho und Fang praktiziert wird. 
Der Bwiti-Kult entstand in seiner heutigen Form Mitte des 19. Jahrhunderts und vermischt Einflüsse verschiedener traditionell afrikanischer Religionen (→ Ethnische Religionen) mit Lehren des Christentums. Vermutlich entstand Bwiti auch, um die eigene kulturelle Identität in Zeiten der Kolonisation und Missionierung durch Europäer festzulegen und zu schützen.
Zentrale Bedeutung hat das Einführungsritual der Initiation, bei der die Anwärter mitunter große Mengen der Iboga-Wurzel essen, um in die Gemeinschaft aufgenommen zu werden. Neben der Einnahme der Wurzel kommt bei der Initiation der polyrhythmischen Musik eine besondere Bedeutung zu, die vom Musikbogen mongongo, der Bogenharfe ngombi, einem Bambusstampfer, verschiedenen Rasseln und hölzernen Idiophonen erzeugt wird.